# Ciclismo nos Jogos Olímpicos de Verão de 2012 - Velocidade por equipes masculino
A prova de velocidade por equipes masculino do ciclismo nos Jogos Olímpicos de Verão de 2012 foi realizada no dia 2 de agosto no Velódromo de Londres.
A equipe da Grã-Bretanha composta por Philip Hindes, Chris Hoy e Jason Kenny ganhou a medalha de ouro com direito a novo recorde mundial na final. Grégory Baugé, Michaël D'Almeida e Kevin Sireau da França ficaram com a prata e a medalha de bronze foi conquistada por René Enders, Maximilian Levy e Robert Förstemann da Alemanha.

## Calendário
Horário local (UTC+1)
| Dia         | Horário | Fase               |
| ----------- | ------- | ------------------ |
| 2 de agosto | 16:15   | Qualificação Final |

## Medalhistas
|  | GBR Grã-Bretanha                    |  | FRA França                                   |  | GER Alemanha                                  |
|  | Philip Hindes Chris Hoy Jason Kenny |  | Grégory Baugé Michaël D'Almeida Kévin Sireau |  | René Enders Maximilian Levy Robert Förstemann |

## Resultados

### Qualificação
As oito melhores equipes avançaram para a primeira fase.
| Pos. | Bateria | CON               | Ciclistas                                         | Resultado | Notas            |
| ---- | ------- | ----------------- | ------------------------------------------------- | --------- | ---------------- |
| 1    | 5       | GBR Grã-Bretanha  | Philip Hindes Chris Hoy Jason Kenny               | 43.065    | Q                |
| 2    | 4       | FRA França        | Grégory Baugé Michaël D'Almeida Kévin Sireau      | 43.097    | Q                |
| 3    | 4       | AUS Austrália     | Matthew Glaetzer Shane Perkins Scott Sunderland   | 43.377    | Q                |
| 4    | 3       | RUS Rússia        | Sergey Borisov Denis Dmitriev Sergey Kucherov     | 43.681    | Q,               |
| 5    | 5       | GER Alemanha      | René Enders Robert Förstemann Maximilian Levy     | 43.710    | Q                |
| 6    | 2       | CHN China         | Cheng Changsong Zhang Lei Zhang Miao              | 43.751    | Q                |
| 7    | 3       | NZL Nova Zelândia | Eddie Dawkins Ethan Mitchell Simon van Velthooven | 44.175    | Q                |
| 8    | 2       | JPN Japão         | Seiichiro Nakagawa Yudai Nitta Kazunari Watanabe  | 44.324    | Q                |
| 9    | 1       | VEN Venezuela     | Hersony Canelón César Marcano Ángel Pulgar        | 44.654    | Recorde nacional |
| 10   | 1       | POL Polônia       | Maciej Bielecki Damian Zieliński Kamil Kuczyński  | 44.712    |                  |

### Primeira fase
As duas melhores equipes avançaram para a disputa da medalha de ouro e as equipes que finalizaram em terceiro e quarto lugar para a disputa do bronze.
| Pos. | Bateria | CON               | Ciclistas                                         | Resultado | Notas            |
| ---- | ------- | ----------------- | ------------------------------------------------- | --------- | ---------------- |
| 1    | 4       | GBR Grã-Bretanha  | Philip Hindes Chris Hoy Jason Kenny               | 42.747    | Q,               |
| 2    | 3       | FRA França        | Grégory Baugé Michaël D'Almeida Kévin Sireau      | 42.991    | Q,               |
| 3    | 1       | GER Alemanha      | René Enders Robert Förstemann Maximilian Levy     | 43.178    | Q                |
| 4    | 2       | AUS Austrália     | Matthew Glaetzer Shane Perkins Scott Sunderland   | 43.261    | Q,               |
| 5    | 3       | NZL Nova Zelândia | Eddie Dawkins Ethan Mitchell Simon van Velthooven | 43.495    | Recorde nacional |
| 6    | 2       | CHN China         | Cheng Changsong Zhang Lei Zhang Miao              | 43.505    | Recorde asiático |
| 7    | 1       | RUS Rússia        | Sergey Borisov Denis Dmitriev Sergey Kucherov     | 43.909    |                  |
| 8    | 4       | JPN Japão         | Seiichiro Nakagawa Yudai Nitta Kazunari Watanabe  | 43.964    | Recorde nacional |

### Finais
Disputa pelo bronze
| Pos.              | CON           | Ciclistas                                       | Resultado | Notas |
| ----------------- | ------------- | ----------------------------------------------- | --------- | ----- |
| Medalha de bronze | GER Alemanha  | René Enders Robert Förstemann Maximilian Levy   | 43.209    |       |
| 4                 | AUS Austrália | Matthew Glaetzer Shane Perkins Scott Sunderland | 43.355    |       |

Disputa pela ouro
| Pos.             | CON              | Ciclistas                                    | Resultado | Notas           |
| ---------------- | ---------------- | -------------------------------------------- | --------- | --------------- |
| Medalha de ouro  | GBR Grã-Bretanha | Philip Hindes Chris Hoy Jason Kenny          | 42.600    | Recorde mundial |
| Medalha de prata | FRA França       | Grégory Baugé Michaël D'Almeida Kévin Sireau | 43.013    |                 |